# HDR (entreprise)
Pour les articles homonymes, voir HDR.
HDR est un cabinet d'architecture et une entreprise d'ingénierie basé à Omaha au Nebraska (États-Unis). Il a notamment travaillé sur le Mike O'Callaghan-Pat Tillman Memorial Bridge